# Open Unified Process
Der Open Unified Process (OpenUP) ist ein Open-Source-Softwareentwicklungsprozess, der an den Unified Process angelehnt ist und von der Eclipse Foundation entwickelt wird. Er ist Teil des Eclipse Process Frameworks (EPF).
Der Prozess bietet sogenannte Best practices von einer Vielzahl von Experten aus der Softwareentwicklung und deckt eine facettenreiche Menge an Perspektiven und Entwicklungsbedürfnissen ab.
OpenUP hält die grundlegenden Eigenschaften des Rational Unified Process (RUP) ein. Dazu gehört
- iterative Softwareentwicklung (engl. iterative and incremental development),
- Anwendungsfälle (engl. use cases),
- szenarienbasierte Entwicklung,
- Risikomanagement und
- architekturzentrierte Vorgehen

zählen.
Die agilste Form des OpenUP, OpenUP/Basic, ist geeignet für kleine Teams, die an agiler und iterativer Softwareentwicklung interessiert sind. Kleine Projekte bestehen aus Teams von 3 bis 6 Personen und umfassen 3 bis 6 Monate an Entwicklungsaufwand.